# Guerre Binamo-Panyeu
La guerre Binamo-Panyeu est un long conflit opposant les Panyeu ou Tchamba-Bali aux royaumes Binams. Cette guerre d'une durée indéterminée pris fin en 1830 par la victoire écrasante de la coalition résistante des Grassland sur l'armée Panyeu.  
Au XIXè Siècle, les Tchamba-Bali, peuple africain originaire du Nigéria, lancèrent une vaste invasion du plateau Bamiléké. Beaucoup de royaumes du Nord-ouest de l'aire Tikar-Bamiléké furent dévastés.  
Les États du Centre et sud du plateau résistèrent et s'unirent derrière Kana I, roi de Bafou Fondony. 